# معركة القائم

## خلفية
في حرب العراق، كانت القائم مركزًا لهجمات المتمردين العراقيين ضد الأفراد العسكريين الأمريكيين في القاعدة العسكرية القريبة كامب غانون. اعتبر الجيش الأمريكي القائم نقطة دخول للمقاتلين الأجانب إلى العراق ورآها نقطة استراتيجية مهمة.
ذكرت نيوزويك في عام 2003 أن الجنود الأمريكيين المتمركزين في المدينة الحدودية دخلوا سوريا، تم تقسيم المدينة إلى ثلاثة أجزاء وتفتيشها منزلًا بمنزل على مدار أسبوعين. تم القبض على أعداد كبيرة من الأسلحة والمشتبه فيهم، لكن أثارت العملية بعض الاستياء لأنها منعت الاحتفالات برمضان في ذلك العام.
في مارس 2004، سلم الفوج الثالث المسؤولية إلى الكتيبة الثالثة، الفوج السابع من مشاة البحرية (3/7) التابع للفرقة الأولى من مشاة البحرية. خدم 3/7 في القائم من مارس حتى سبتمبر 2004. بعد اكتمال عملية التسليم بفترة وجيزة، شن العدو هجومًا مستمرًا في جميع أنحاء البلاد، محاولًا الاستفادة من قلة خبرة القوة الجديدة. أصبح هذا التكتيك شائعًا خلال الحرب لكنه فاجأ العديد من الوحدات في ذلك الربيع.

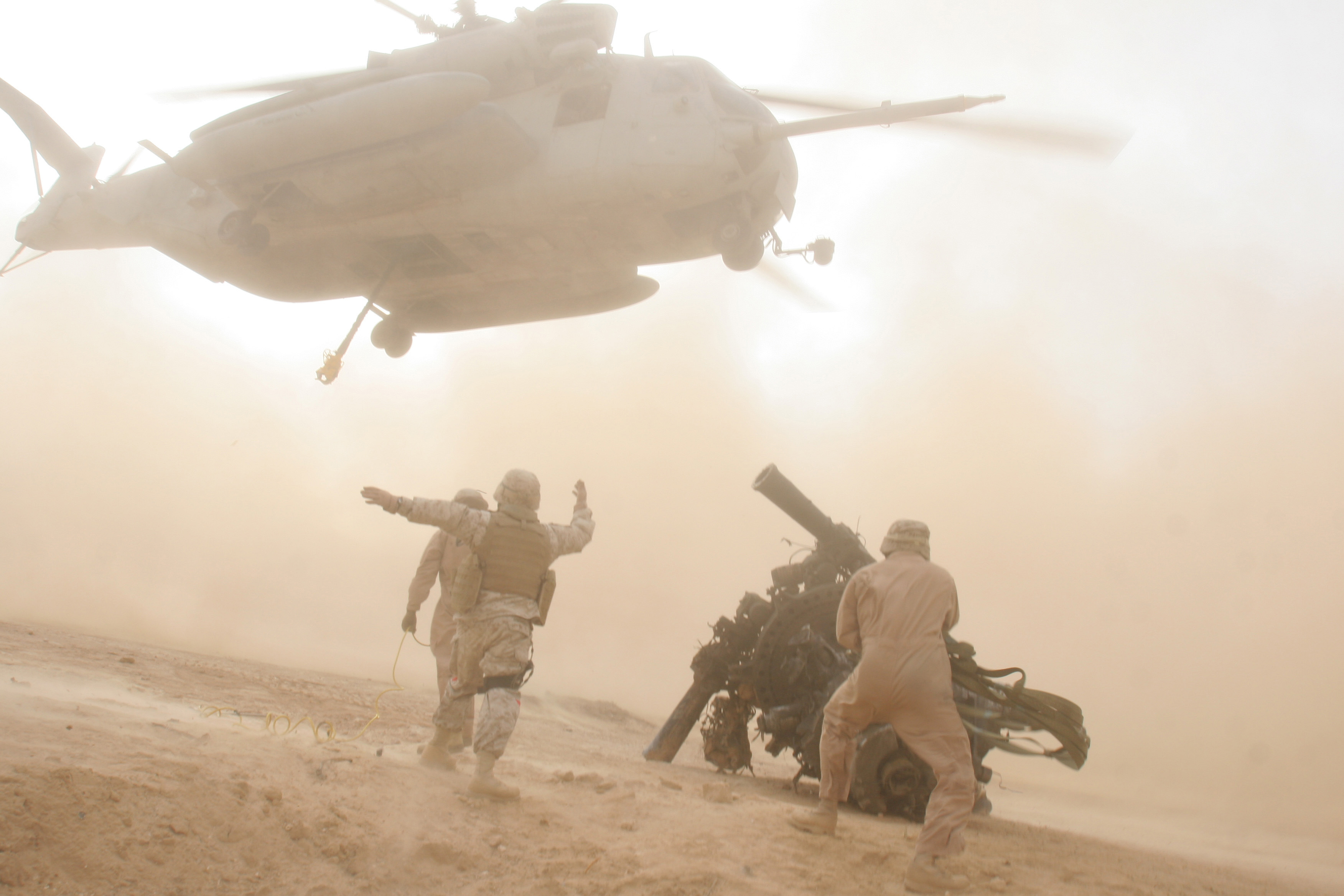
مشاة البحرية الأمريكية يوجهون طاقم مروحية سيكورسكي وهي تستعد لالتقاط رأس دوار من مروحية CH-53E متضررة بالقرب من القائم، 15 ديسمبر 2006.

في القائم، تصاعدت الاشتباكات في أبريل 2004 حتى معركة 17 أبريل المحورية. وعلى الرغم من صعوبة تحديد عدد قتلى العدو، إلا أن مشاة البحرية ربما قتلوا 80 متمردًا في مدينة حصيبة في ذلك اليوم، بما في ذلك مقاتلين أجانب. قُتل خمسة من مشاة البحرية من كتيبة 3/7 في المعركة. شاركت وحدات من جميع سرايا الكتيبة في حصيبة قبل نهاية اليوم.
في 7 أبريل 2005، استولى المتمردون العراقيون على المدينة، مما أجبر الشرطة المحلية والجنود العراقيين المدعومين من الولايات المتحدة على الانسحاب. أطلقت مشاة البحرية الأمريكية عدة عمليات هجومية لاستعادة المدينة. في 8 مايو 2005، بدأت مشاة البحرية عملية ماتادور التي استمرت أسبوعًا لطرد المتمردين من القائم. واجهوا مقاومة شرسة من كل من المقاتلين العراقيين المحليين والمقاتلين الأجانب، لكنهم نجحوا.
وفقًا لسكان محليين، ظلت القائم إلى حد كبير تحت سيطرة المتمردين. في أماكن مثل حديثة، فرضوا قوانين شبيهة بطالبان، حيث تم حظر الموسيقى الغربية والملابس وقصات الشعر. في أوائل سبتمبر 2005، أفيد بأن لافتة خارج المدينة كتب عليها "مرحبًا بكم في الجمهورية الإسلامية في القائم".

## المعركة
في منتصف مايو 2005، قامت قوة المهام 3/2 وعناصر من قوة المهام 3/25 (3/2، 3/25، 4th Assault Amphibian Bn، 2nd Light Armored Reconnaissance Bn، وسرية برافو، وغيرهم) بدعم من كتيبة الذخائر 163، بتمشيط منطقة يسيطر عليها المتمردون بالقرب من الحدود السورية. قام المهندسون القتاليون من الكتيبة الرابعة للهندسة القتالية بخرق ضفاف النهر، تلاهم سرية المهندسين 814 التي قامت ببناء جسر عائم أثناء عمليات النقل. استمرت العملية 11 يومًا، قُتل خلالها أكثر من 125 متمردًا مشتبهًا به وألقي القبض على 39 آخرين. كما استولت مشاة البحرية على العديد من مخابئ الأسلحة ودمرتها، لكنها فقدت 9 قتلى و40 جريحًا.
كان العديد من المتمردين الذين واجهتهم القوات لا يرتدون الزي الرسمي، وفي بعض الحالات كانوا يرتدون سترات واقية. ولاحظ المسؤولون أن تدريبهم وتكتيكاتهم وتنظيمهم تجاوز ما شوهد في معارك أخرى شرقًا، باستثناء مقاتلي فدائيي صدام، مما يشير إلى أن الفدائيين ربما كانوا جزءًا كبيرًا من المتمردين في معركة ماتادور.
بالإضافة إلى ذلك، لم يكن لدى مشاة البحرية أعداد كافية لإنشاء حامية دائمة في القائم (مدينة) والبلدات الأخرى، مما أدى إلى انسحابهم وعودة المتمردين بسرعة إلى السيطرة على المناطق.

## الملاحظات
1. ↑  Schlosser, Dr. Nicholas J. ,  U.S. Marines in Battle: Al-Qaim, September 2005 – March 2006 [Illustrated Edition], Tannenberg Publishing, 2014
2. ↑  Period Details نسخة محفوظة 13 February 2007 على موقع واي باك مشين.
3. ↑  "Insurgents Assert Control Over Town Near Syrian Border". واشنطن بوست. 6 سبتمبر 2005. مؤرشف من الأصل في 2022-03-03. اطلع عليه بتاريخ 2019-11-04.
4. ↑  Knickmeyer, Ellen (16 مايو 2005). ""Military Offensive in Iraq"". The Newshour. بي بي إس. مؤرشف من الأصل في 2014-01-15. اطلع عليه بتاريخ 2006-07-06.

## روابط خارجية
- "Hunt for insurgents near Syria ends". سي إن إن. 14 مايو 2005. مؤرشف من الأصل في 2023-11-07. اطلع عليه بتاريخ 2006-07-17.